# Argynnis fascinata
Argynnis fascinata är en fjärilsart som beskrevs av Adler 1916. Argynnis fascinata ingår i släktet Argynnis och familjen praktfjärilar. Inga underarter finns listade i Catalogue of Life.